# Schistogyne fiebrigii
Schistogyne fiebrigii là một loài thực vật có hoa trong họ La bố ma. Loài này được Malme miêu tả khoa học đầu tiên năm 1933.